# Damien Thorne
Damien Thorne ist eine US-amerikanische Metal-Band aus Chicago, Illinois, die im Jahr 1983 gegründet wurde.

## Geschichte
Die Band wurde im Jahr 1983 gegründet. Nachdem sie die ersten Lieder entwickelt hatten, folgten in den kommenden zwei Jahren Auftritte in Chicago. Daraufhin erreichte die Band einen Vertrag bei Cobra Records und Roadrunner Records. Bei diesen Labels folgte im Jahr 1986 das Debütalbum The Sign of the Jackal. Der Veröffentlichung schloss sich eine Tour zusammen mit Gruppen wie Nuclear Assault und Fastway an. Während der Aufnahmen zum zweiten Album Wrath of Darkness im Jahr 1987 musste sich die Band von Cobra und Roadrunner Records aus rechtlichen Gründen trennen. Danach zog die Band nach Los Angeles um und suchte dort nach einem neuen Label. Da das Interesse für den Thrash Metal jedoch zunehmend abflachte, war sie hiermit nicht erfolgreich, sodass sie nach ein paar Jahren wieder nach Chicago zog. Im Jahr 2004 wurde The Sign of the Jackal wiederveröffentlicht und auch Wrath of Darkness erschien nun erstmals. Im Jahr 2005 erschien das Album Haunted Mind, dem 2011 End of the Game folgte.

## Stil
Die Band spielt eine Mischung aus Power-, Thrash- und Speed-Metal. Die Gruppe erinnert teilweise an Bands wie Exciter und Helstar.

## Diskografie
- 1984: Demo 1984 (Demo, Eigenveröffentlichung)
- 1986: The Sign of the Jackal (Album, Cobra Records / Roadrunner Records)
- 1998: Former Life (EP, Eigenveröffentlichung)
- 2004: Wrath of Darkness (Album, Criminal Records)
- 2005: Haunted Mind (Album, Eigenveröffentlichung)
- 2011: End of the Game (Album, Eigenveröffentlichung)
- 2015: Soul Stealer (Album, Eigenveröffentlichung)